# Filmjahr 1903
Liste der Filmjahre

◄◄ | ◄ | 1899 | 1900 | 1901 | 1902 | Filmjahr 1903 | 1904 | 1905 | 1906 | 1907 | ► | ►►

Weitere Ereignisse

## Ereignisse
- 17. Oktober: Eine erste Filmadaption von Alice im Wunderland erscheint. Der britische Film von Percy Stow und Cecil Hepworth mit May Clark in der Titelrolle dauert ursprünglich neun Minuten und ist der bis dahin längste in England gedrehte Film. Die Figuren gleichen denen des Originalillustrators John Tenniel so weit wie möglich.

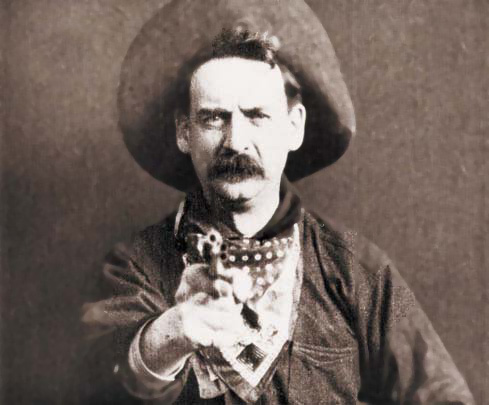
Justus D. Barnes in der Schlussszene des Films

- 1. Dezember: Der Spielfilm The Great Train Robbery von Edwin S. Porter hat seine Uraufführung. Dieser zwölfminütige Film gilt als einer der ersten Western der Filmgeschichte.

- Die Black Maria, das erste kommerzielle Filmstudio der Welt in New Jersey, das seit zwei Jahren unbenutzt ist, wird abgerissen.

## Geboren

### Januar bis März
- 10. Januar: Walter Scherau, deutscher Volksschauspieler († 1962)
- 18. Januar: Werner Hinz, deutscher Schauspieler († 1985)
- 23. Januar: Helmut Ewald Schreiber, deutscher Produzent und Manager († 1963)
- 26. Januar: Edward Killy, US-amerikanischer Regisseur († 1981)

- 12. Februar: Joseph F. Biroc, US-amerikanischer Kameramann († 1996)
- 21. Februar: William H. Clothier, US-amerikanischer Kameramann († 1996)
- 22. Februar: Rudolf Beiswanger, deutscher Schauspieler, Hörfunksprecher († 1984)
- 27. Februar: Grethe Weiser, deutsche Schauspielerin († 1970)
- 28. Februar: Vincente Minnelli, US-amerikanischer Regisseur († 1986)

- 04. März: Dorothy Mackaill, US-amerikanische Schauspielerin († 1990)
- 20. März: Arthur Kleiner, österreichisch-amerikanischer Komponist († 1980)
- 22. März: Hans Hessling, deutscher Schauspieler († 1995)
- 27. März: Betty Balfour, britische Schauspielerin († 1977)
- 29. März: Paul Kohner, US-amerikanischer Produzent und Schauspielagent († 1988)

### April bis Juni
- 02. April: Carl Borro Schwerla, deutscher Autor, Journalist und Regisseur († 1986)
- 05. April: Marion Aye, US-amerikanische Schauspielerin († 1951)
- 07. April: Willi Forst, österreichischer Schauspieler, Drehbuchautor, Regisseur, Produzent und Sänger († 1980)
- 08. April: Ward Bond, US-amerikanischer Schauspieler († 1960)
- 15. April: John Williams, britischer Schauspieler († 1983)
- 18. April: Leonid Kinskey, russisch-US-amerikanischer Schauspieler († 1998)
- 25. April: Camilla Horn, deutsche Schauspielerin († 1996)

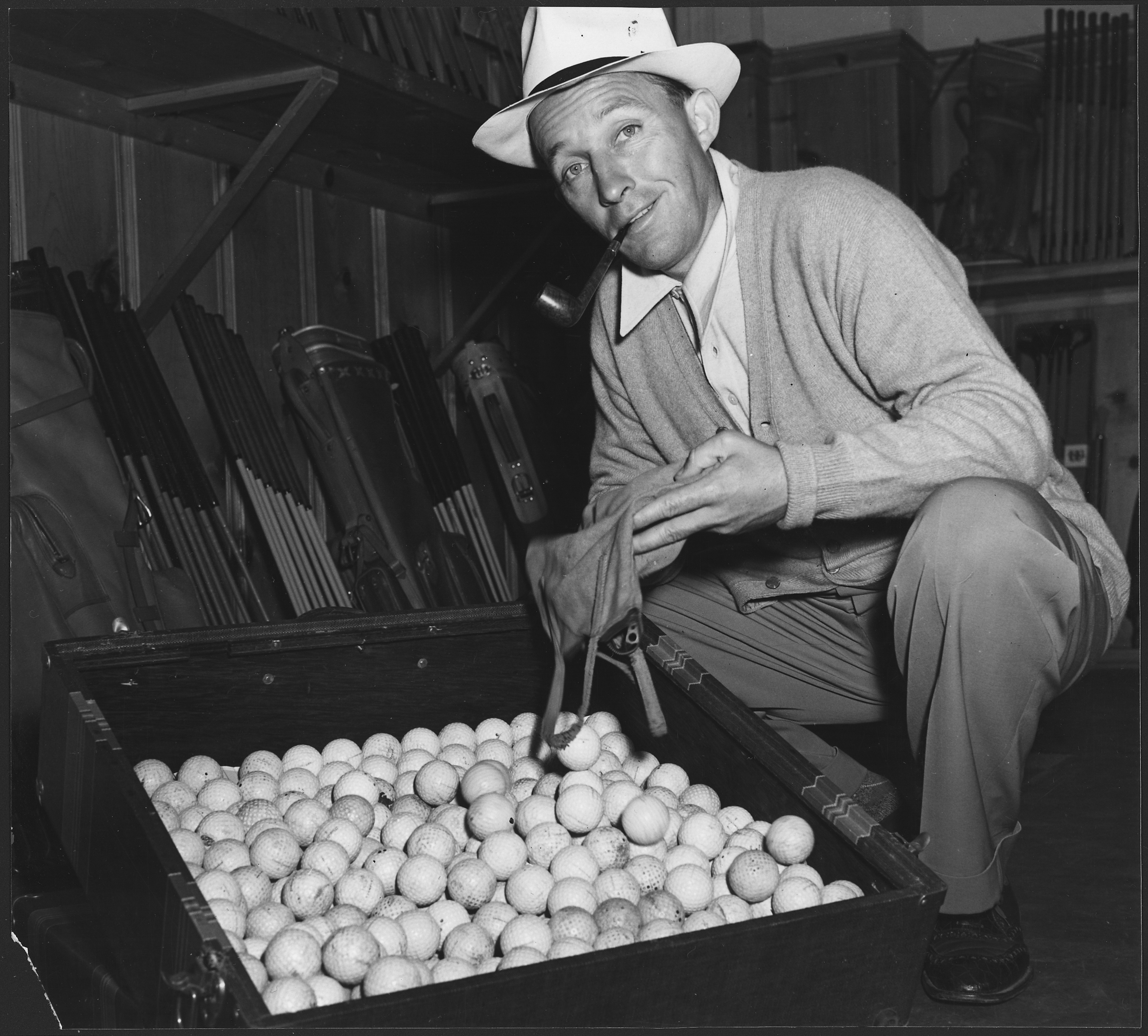
Bing Crosby (* 2. Mai)

- 02. Mai: Bing Crosby, US-amerikanischer Schauspieler († 1977)
- 08. Mai: Fernandel, französischer Schauspieler († 1971)
- 23. Mai: Walter Reisch, österreichischer Drehbuchautor († 1983)

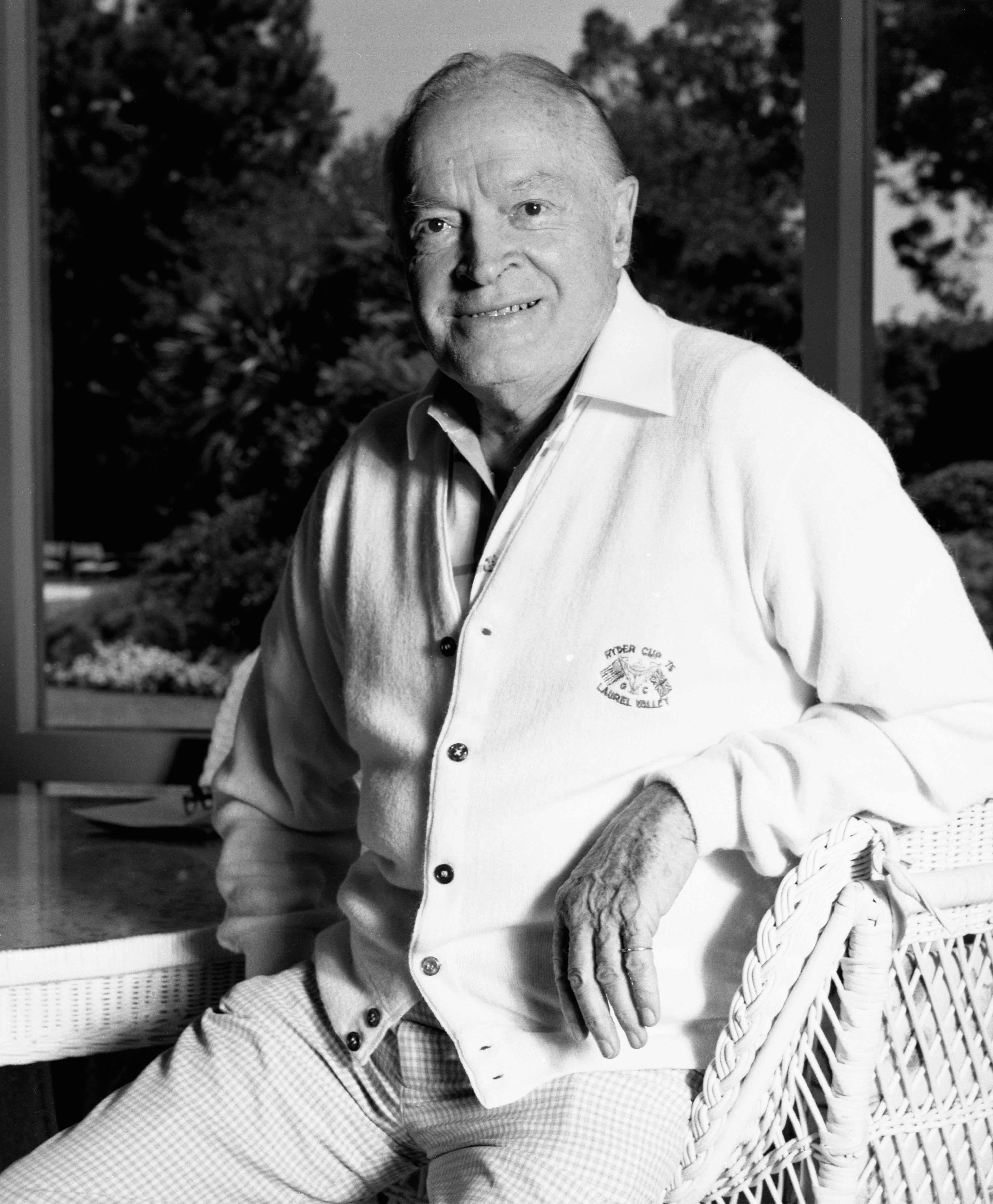
Bob Hope (* 29. Mai)

- 29. Mai: Bob Hope, US-amerikanischer Schauspieler und Komiker († 2003)

- 03. Juni: Ted Tetzlaff, US-amerikanischer Kameramann († 1995)
- 10. Juni: Theo Lingen, deutscher Schauspieler († 1978)
- 10. Juni: Robert A. Stemmle, deutscher Regisseur und Drehbuchautor († 1973)
- 12. Juni: Hertha von Walther, deutsche Schauspielerin († 1987)
- 13. Juni: Temple Abady, britischer Komponist († 1970)
- 16. Juni: Ona Munson, US-amerikanische Schauspielerin († 1955)
- 18. Juni: Jeanette MacDonald, US-amerikanische Schauspielerin († 1965)
- 21. Juni: Hans Epskamp, deutscher Schauspieler († 1992)
- 21. Juni: Alf Sjöberg, schwedischer Regisseur († 1980)
- 25. Juni: Anne Revere, US-amerikanische Schauspielerin († 1990)
- 29. Juni: William C. Mellor, US-amerikanischer Kameramann († 1963)

### Juli bis September

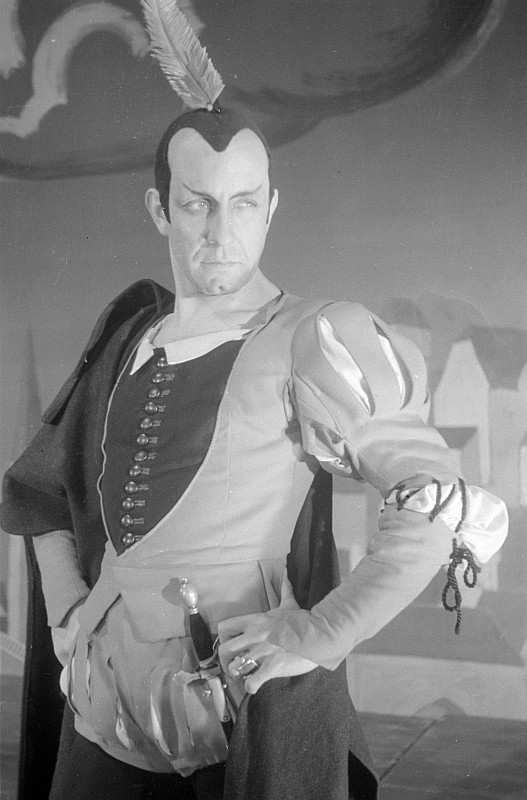
O. E. Hasse (* 11. Juli)

- 11. Juli: O. E. Hasse, deutscher Schauspieler († 1978)
- 16. Juli: Mary Philbin, US-amerikanische Schauspielerin († 1993)
- 28. Juli: Lotte Palfi-Andor, deutsche Schauspielerin († 1991)
- 30. Juli: Kurt Raeck, deutscher Schauspieler und Regisseur († 1981)

- 02. August: Paul Mantz, US-amerikanischer Stuntman († 1965)
- 19. August: Claude Dauphin, französischer Schauspieler († 1978)
- 28. August: Karl-Heinz Peters, deutscher Schauspieler († 1990)

- 11. September: Curt Johannes Braun, deutscher Drehbuchautor († 1961)
- 13. September: Claudette Colbert, französisch-US-amerikanische Schauspielerin († 1996)
- 16. September: Russell Harlan, US-amerikanischer Kameramann († 1974)

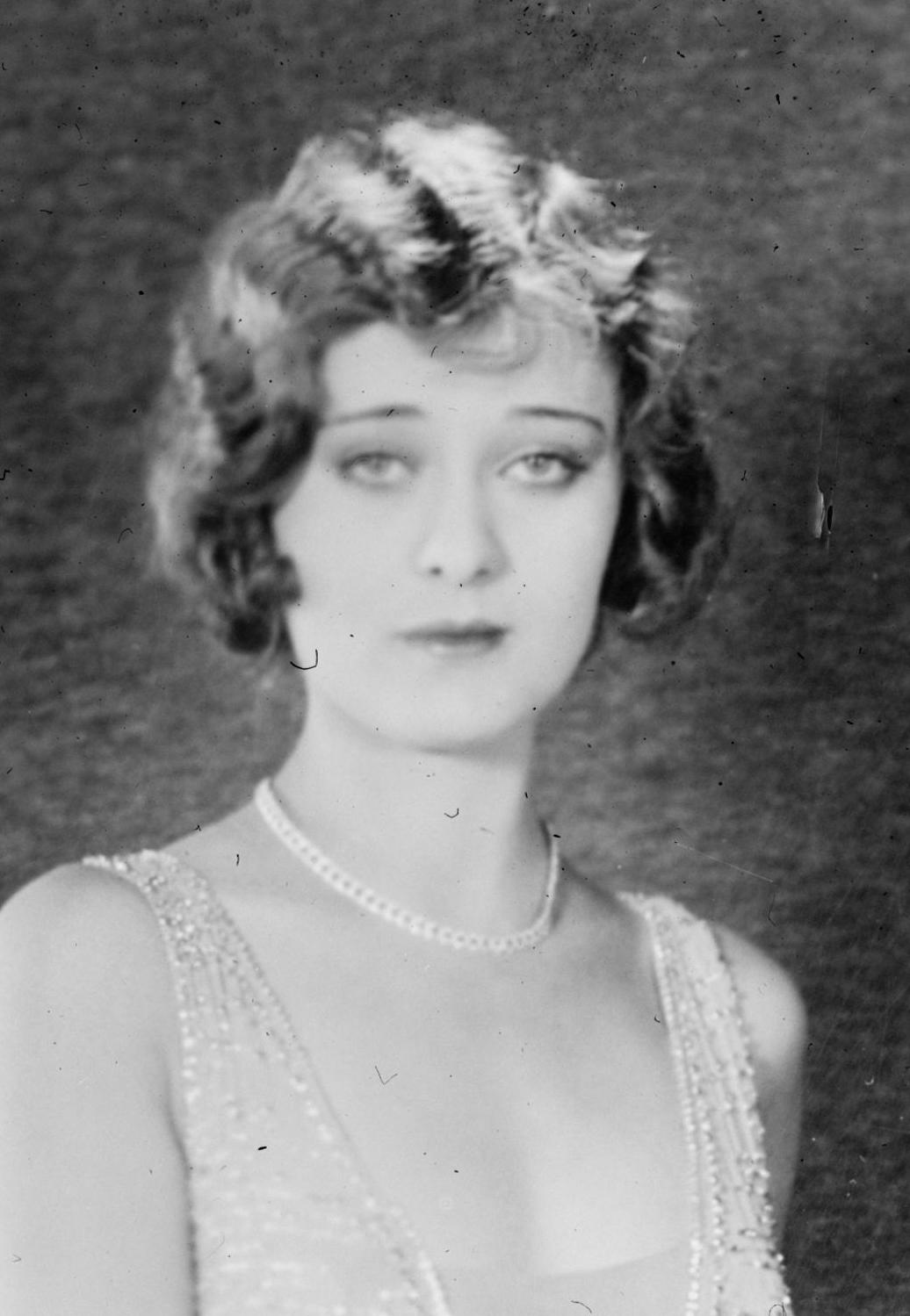
Dolores Costello (* 17. September)

- 17. September: Dolores Costello, US-amerikanische Schauspielerin († 1979)
- 30. September: Bruno Mondi, deutscher Kameramann († 1991)

### Oktober bis Dezember
- 11. Oktober: Hans Söhnker, deutscher Schauspieler († 1981)
- 29. Oktober: Erwin Linder, deutscher Schauspieler († 1968)

- 07. November: Dean Jagger, US-amerikanischer Schauspieler († 1991)
- 12. November: Jack Oakie, US-amerikanischer Schauspieler († 1978)
- 19. November: Nancy Carroll, US-amerikanische Schauspielerin († 1965)

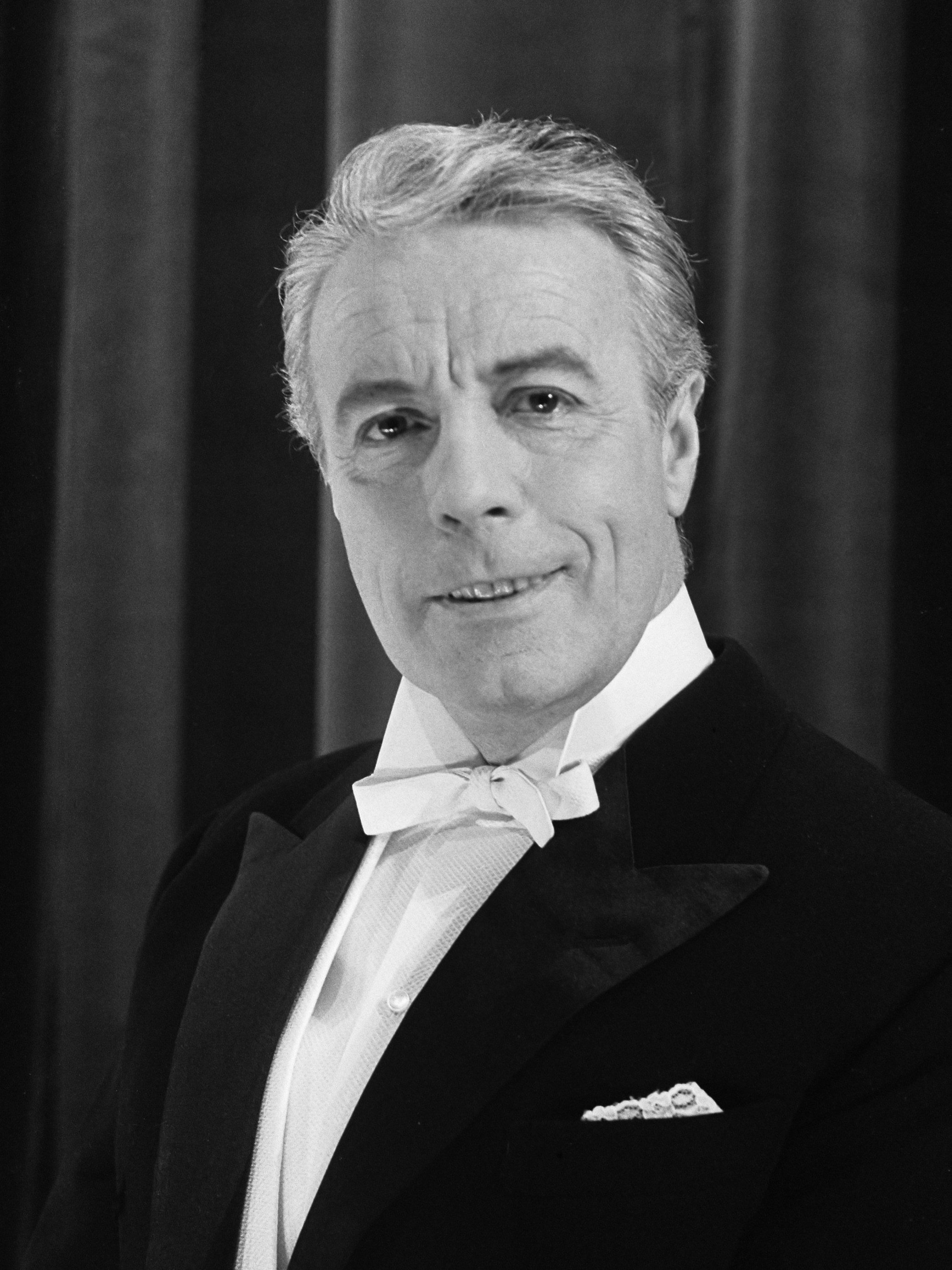
Johannes Heesters (* 5. Dezember)

- 05. Dezember: Johannes Heesters, niederländischer Schauspieler († 2011)
- 06. Dezember: Kathryn McGuire, US-amerikanische Stummfilmschauspielerin († 1978)
- 08. Dezember: Michail Kalatosow, georgisch-russischer Regisseur († 1973)
- 10. Dezember: Una Merkel, US-amerikanische Schauspielerin († 1986)
- 12. Dezember: Yasujiro Ozu, japanischer Regisseur († 1963)
- 13. Dezember: Norman Foster, US-amerikanischer Regisseur († 1976)
- 19. Dezember: Reinhold Bernt, deutscher Schauspieler und Drehbuchautor († 1981)
- 26. Dezember: Elisha Cook, US-amerikanischer Schauspieler († 1995)
- 29. Dezember: Christian Matras, französischer Kameramann († 1977)

### Genaues Geburtsdatum unbekannt
- Wilhelm Groothe, deutscher Schauspieler († 1963)